# スタン・ブッシュ
スタン・ブッシュ (Stan Bush 1953年 - )は、アメリカ合衆国の歌手であり、ギタリストである。
代表作は1986年の米国のアニメーション映画『ザ・トランスフォーマーズ：ザ・ムービー』(The Transformers: The Movie)サウンドトラック収録の"デアー"(Dare)と"ザ・タッチ"(The Touch)、及び英語吹き替え版アニメーションシリーズ『美少女戦士セーラームーン』(Sailor Moon)で客演した"シーズ・ゴット・ザ・パワー"(She's Got the Power)、映画『キックボクサー』(Kickboxer)より"ネヴァー・サレンダー"(Never Surrender)、"ストリーツ・オブ・サイアム"(Streets of Siam)、"ファイト・フォー・ラヴ"(Fight for Love)、そして『ブラッドスポート』(Bloodsport)のテーマ曲からの"ファイト・トゥー・サヴァイヴ"(Fight to Survive)と"オン・マイ・オウン－アローン"(On My Own – Alone)などがある。
1987年にブッシュとバックアップバンドの〔バレージ〕(Barrage)はバラッド曲"ラヴ・ドント・ライ"(Love Don't Lie)を制作･録音し、翌年〔ハウス・オブ・ローズ〕(House Of Lords)にカヴァーされMTVで小さなヒットとなった。
ブッシュは音楽2曲を2007年の実写映画『トランスフォーマー』(Transformers)のプロデューサーに提供したが、それらは最終的にサウンドトラックに収録されなかった。しかし2007年7月3日、ブッシュは自身のアルバム〈イン・ディス・ライフ〉に『トランスフォーマーズ』サントラに寄せた最新ヴァージョンの"ザ・タッチ"と、【ボットコン1997】(BotCon 1997)での彼の曲"グラウンド・ゼロ"(Ground Zero)を同じく最新版の"ティル・オール・アー・ワン"(Til All Are One)へと改題した2つのトラックを追加して再リリースした。ブッシュはまた、2009年の続編『トランスフォーマー: リベンジ』(Transformers: Revenge of the Fallen)に加わるに相応しい、更に著しく異なるヴァージョンの"ザ・タッチ"を録音した。2007年ヴァージョンの"ザ・タッチ"は後にTVゲーム『ギター・ヒーロー・ワールド・ツアー』(Guitar Hero World Tour)の無料ダウンロード可能なトラックとしてリリースされた。

## ディスコグラフィ

### アルバム
- スタン・ブッシュ Stan Bush (1983)
- スタン・ブッシュ ＆ バレージ Stan Bush & Barrage (1987)
- エヴリィ・ビート・オブ・マイ・ハァート Every Beat of My Heart (1992)
- ダイアル 818-888-8638 Dial 818-888-8638 (1993)
- ハイアー・ザン・エンジェルス Higher Than Angels (1996)
- ザ･チャイルド・ウィズイン The Child Within (1996)
- コール・トゥー・アクション Call to Action (1997)
- ティル・オール・アー・ワン Til All Are One (1997)
- スタン・ブッシュ ＆ バレージ – ヘヴン Stan Bush & Barrage - Heaven (1998)
- キャプチュア・ザ・ドリーム – ザ・ベスト・オブ・スタン・ブッシュ Capture the Dream - The Best of Stan Bush (1999)
- ラングウィッジ・オブ・ザ・ハァート Language of the Heart (2001)
- シャイン Shine (2004)
- イン・ディス・ライフ In This Life (2007)
- ドリーム・ザ・ドリーム Dream the Dream (2010)

## 参照
1. ↑  Sciretta, Peter (2009年5月14日). “Transformers 2 Remake of Stan Bush’s “The Touch””.  /Film. 2009年5月26日閲覧。
2. ↑  de Matos, Xav (2009年3月19日). “Stan Bush's 'The Touch' coming to Guitar Hero”. 2009年5月26日閲覧。